# Borgia (Itàlia)
Borgia és un municipi italià, situat a la regió de Calàbria i a la província de Catanzaro. Ocupa una superfície de 42,38 quilòmetre quadrat i tenia 7,158 habitants a l'1 gener 2023.

## Etimologia
El nom del poble deriva del cognom de la família noble Borja, més concretament de Giovan Battista Borgia, príncep de Squillace.

## Demografia
| 1r gener 2018 | 1r gener 2023 |
| 7.593         | 7.158         |

## Administració
| Dates mandat | Nom de l'alcalde/ssa | Causa finalització |
| ------------ | -------------------- | ------------------ |